# Parco Lambro (album)
Parco Lambro - Registrazione dal vivo della VI Festa del Proletariato Giovanile è un album live, pubblicato dalla Laboratorio nel 1976. Il disco fu registrato dal vivo dal 26 al 29 giugno 1976 al VI° Festival del proletariato giovanile al Parco Lambro a Milano dalla rivista di controcultura Re Nudo.

## Tracce
Lato A
1. Musica spontanea – 0:54
2. Ricky Gianco – Questa casa non la mollerò – 3:48 (Gianco-Manfredi)
3. Eugenio Finardi – Musica ribelle – 5:20 (Finardi)
4. Assemblea – 4:19
5. Carrozzone – Cuba si, yankee no – 3:07 (Anonimo)
6. Taberna Mylaensis – Monzu Lu Povireddu – 3:30 (Gitto)
7. Agorà – Cavalcata Solare – 8:15 (Urbani-Gasparini-Bacchiocchi)
8. Assemblea – 0:47

Durata totale: 30:00
Lato B
1. Canzoniere del Lazio – Tarantella dei baraccati – 4:40 (Portelli-Salviucci Marini)
2. Assemblea – 0:44
3. Sensations' Fix – Just a little bet on the curve – 5:11 (Falsini)
4. Tony Esposito – L'alba dei quartieri – 5:18 (Esposito)
5. Assemblea – 1:02
6. Paolo Castaldi – Cardini, solfeggio parlante – 2:51 (Castaldi)
7. Area – Gerontocrazia – 6:55 (Tofani-Fariselli)
8. Jam session collettiva – 4:36

Durata totale: 31:17